# Varg Veum – Kvinnan i kylskåpet
Varg Veum – Kvinnan i kylskåpet (norska Varg Veum – Kvinnen i kjøleskapet) är en norsk thriller från 2008 i regi av Alexander Eik med Trond Espen Seim i huvudrollen som Varg Veum. Filmen, som släpptes direkt på DVD, hade Sverigepremiär den 12 november 2008 och är den femte filmen i filmserien om privatdetektiven Varg Veum. Filmen är baserad på boken Kvinnan i kylskåpet (Kvinnen i kjøleskapet) från 1981 av författaren Gunnar Staalesen.

## Handling
Varg Veum är ute på ett uppdrag för att försöka hitta den försvunna medarbetaren Arne som jobbar på ett internationellt oljebolag, och som har viktig teknisk information med sig som kommer att revolutionera oljeproduktionen på djupare vatten. Varg söker efter Arne hemma i hans lägenhet när han upptäcker en mördad och styckad kvinna i Arnes kylskåp, bara för att sekunderna senare bli slagen medvetslös. När han senare vaknar till liv är polisen också i Arnes lägenhet, men de tror inte på Vargs berättelse om den lemlästade kvinnan i kylskåpet. Varg kollar själv efter och ser att kroppen inte längre finns kvar i kylskåpet och att inga spår finns kvarlämnade. Så Varg söker sig till företaget för att försöka få tag på någon information som kan hjälpa honom att hitta Arne och få reda på vem kvinnan var.

## Om filmen
Filmen är inspelad i Bergen, Hordaland i Norge.

## Rollista (urval)
- Trond Espen Seim - Varg Veum
- Bjørn Floberg - Jacob Hamre
- Dennis Storhøi - Hallvard Johnsen
- Charlotte Grundt - Else Ljones
- Kathrine Fagerland - Anna Keilhaug
- Erik Alexander Bjelke - Arne Samuelsen
- Frode Bjorøy - Niels Seim
- Kjersti Elvik - Lise Føyner
- Per Gørvell - Arild Vestre
- Endre Hellestveit - Jan Isachsen